# 荻ノ島
荻ノ島（おぎのしま）は、新潟県柏崎市（旧高柳町）にある集落。茅葺き屋根の家々が連なる景観で知られている。

## 概要

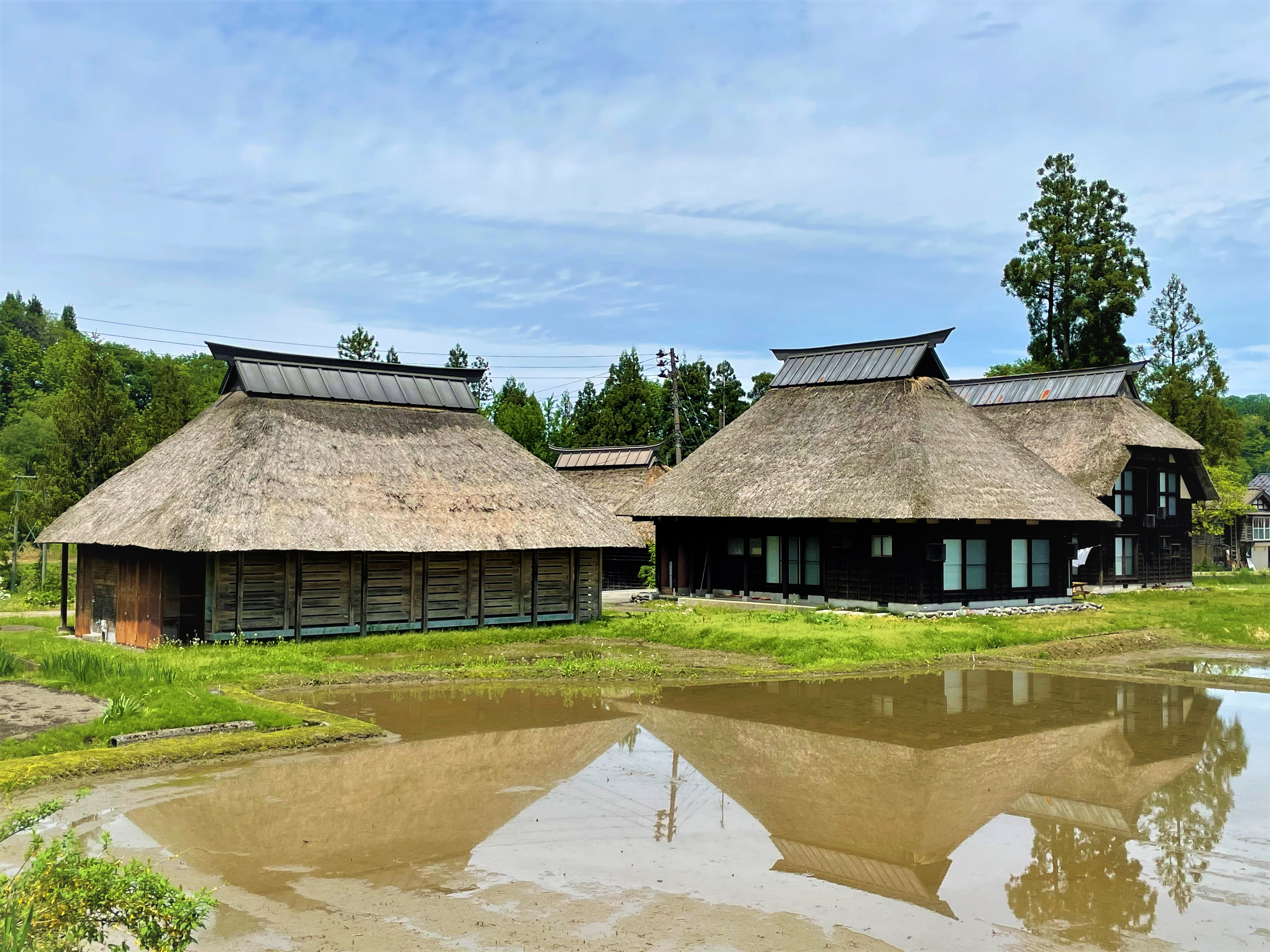
田植え前の荻ノ島

"マエダ"と称される集落中央の水田地帯を中心として民家と道、水路が一体となった"環状集落"が形成されている。
高柳町の「じょんのびの里づくり構想」におけるサテライト施設として1993年には「荻ノ島かやぶきの里」が開設され、農村体験の場となっている。
2000年（平成12年）8月時点では空き家も含めた全52戸中29戸が茅葺き。

## 地理
旧高柳町の中心部（岡野町）から鯖石川に沿って3.5 kmほど南側の山あいに位置する。

## 周辺
3 kmほど町の中心側に離れたところに「じょんのびの里づくり構想」のコア施設、「道の駅じょんのびの里高柳」および「新潟県立こども自然王国」が立地する。

## 交通

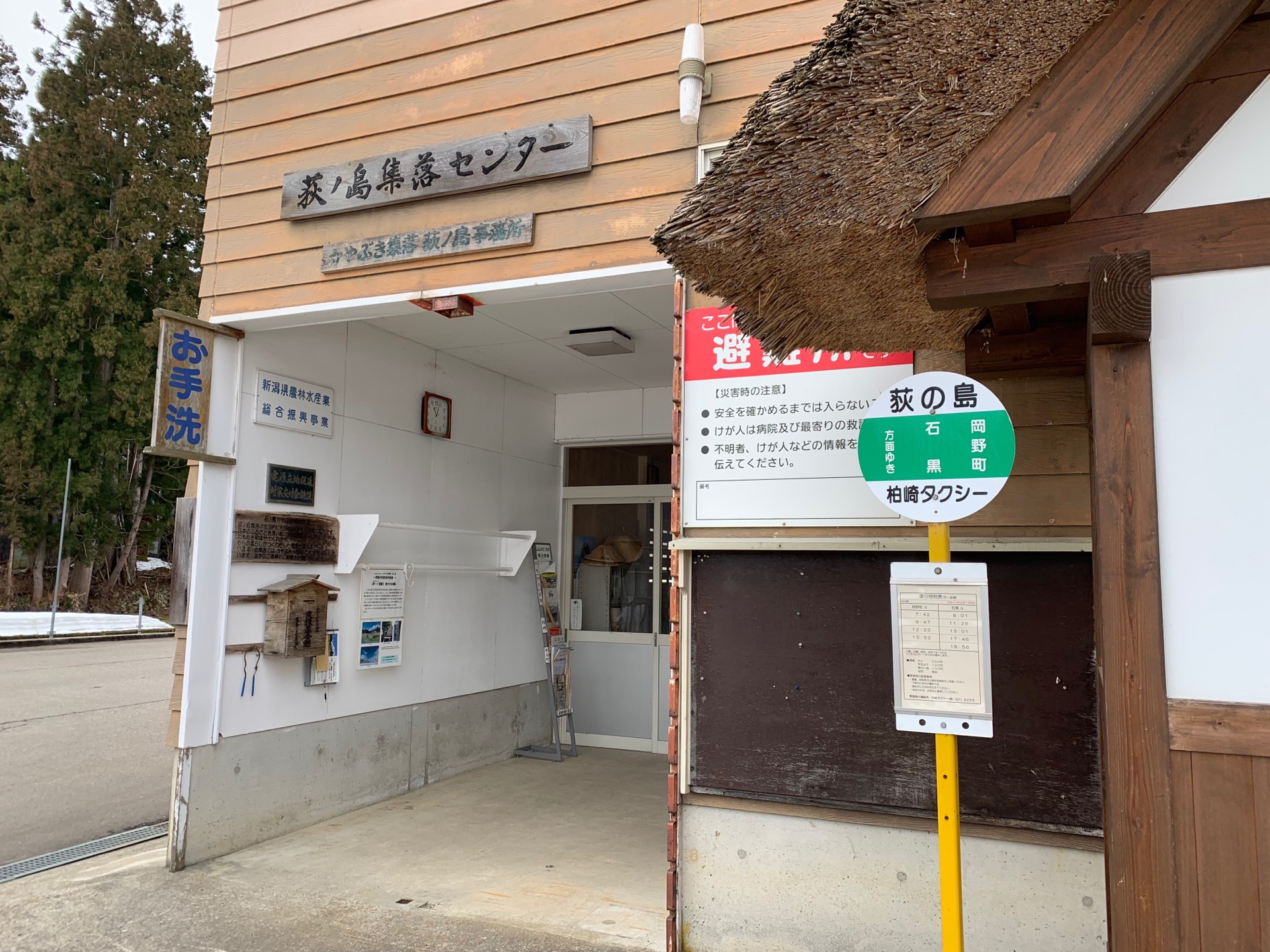
高柳町・鵜川新交通（柏崎タクシー乗合）「荻の島」停留所（2019年3月）

- JR柏崎駅から越後交通路線バス「岡野町車庫・じょんのび村」行乗車、終点下車。その先は3～4 kmほど徒歩、タクシーまたは「高柳町・鵜川 新交通」（平日のみ運行[4]）利用。
- 北越急行まつだい駅からタクシーで20分[5]。